# みんなのテニス
『みんなのテニス』（EVERYBODY'S TENNIS）は、2006年9月14日に発売されたPlayStation 2用のテニスゲーム。発売元はソニー・コンピュータエンタテインメント。

## 概要
通称『みんテニ』。本作は『みんなのGOLF』に続く「みんなのスポーツ」シリーズの第2弾として位置付けられ、『みんなのGOLF』と同じ制作スタッフで作られている。
『みんなのGOLF』と同様、初心者でも遊び易い操作となっており、ビギナーから上級者まで楽しむことが出来る。

## キャラクター

### 初級
エレノア
声 - 谷井あすか
- 性別：♀

15歳。ロシア出身。テニスの名門校北校に留学している美少女。打球はやや遅めながらもバランスの取れた万能型で、初心者にオススメで扱いやすい。
ユウキ
声 - 入野自由
- 性別：♂

17歳。日本出身。万能型であると同時にパワフルだがボレーはやや苦手。天才的テニスセンスの持ち主。
ジュン
声 - 小島幸子
- 性別：♀

16歳。日本（沖縄県）出身。俊敏で技巧型。ネットプレイヤー初心者には打って付け。ボレーが得意。以前は空手にはまっていた。
JJ
声 - 松元恵
- 性別：♂

10歳。アメリカ出身。ダウンタウンのテニスコートでラップのリズムに乗りながら腕を磨いていった。背は小さく、サーブのような高度プレイは苦手。しかしスタミナと俊足の持ち主でコートを翻弄する。

### 中級
スズキ
声 - 西村知道
- 性別：♂

45歳。日本出身。流石に年齢的限界はあるものの、俊足で粘り腰。『みんGOL』からのキャラクター。審判としても登場。
モモコ
声 - 安達まり
- 性別：♀

18歳。日本出身（京都府在住）。芸者修行中。技も幅広く、バックハンドは得意中の得意。ストロークのアングルはやや狭め。
カイト
声 - 古川登志夫
- 性別：♂

22歳。香港出身。学生社長。ストロークのアングルは狭めだが、長いリーチを活かした高速ボレーが得意技。想定外のプレーで相手を翻弄する。
キャロル
声 - 黒河奈美
- 性別：♀

20歳。イギリス出身。人気絶頂のパンクロックバンドのメンバー。左利きで俊足。ボールに喰らい付く粘り強いプレーの持ち主。中級キャラクターの中では随一の足の速さとストロークアングルの広さを持つ。しかしボレーは相当苦手。
ロックブル
声 - 乃村健次
- 性別：♂

28歳。アメリカ出身。インディアン風のコスチュームを着た役者。鈍足だが、サーブとスマッシュはパワフルで、相手に恐怖感を与える。
グロリア
声 - 井上喜久子
- 性別：♀

永遠の24歳。ロシア出身。ロブはやや苦手だが、レベルが高く安定しておりキックサーブは脅威。『みんGOL』からのキャラクター。

### 上級
ミランダ
声 - 増田ゆき
- 性別：♀

年齢、出身地、何もかも不明でスパイではないかとの噂も。相当俊敏で、ボレーも正確に長けている。操作性の難しさから上級者向けキャラクターとなっている。
リュウ
声 - 野沢那智
- 性別：♂

33歳。日本出身。ケガで引退した元プロ選手で現、北高校テニス部コーチ。それだけにインパクトのあるストロークと広範囲のアングルは驚異的。体に近いショットを苦手としている。
ローラ
声 - 池田昌子
- 性別：♀

30歳、フランス出身。英才的教育を受けたこともあって、ブーメランサーブを武器にテニス女王の座についている。上級者向けで、熟練の腕が能力を引き立てる。
ウィル
声 - 志村知幸
- 性別：♂

36歳。ドイツ出身。元世界チャンピオンの肩書きを持つ最上級のテニスプレイヤー。キックサーブは相手に脅威な威圧感を与える。操作の難しさ、インパクトの合わせの難しさでは全キャラクターのうちトップ。

### 審判
チカ
声 - 遠藤綾
- 性別：♀

17歳。日本出身。北高テニス部の女子マネージャーを務めている。
スズキ
声 - 西村知道
- 性別：♂

45歳。日本出身。プレイヤーだけでなく審判としても登場。
カオリ
声 - 小池亜希子
- 性別：♀

25歳。日本出身。本業はモデルの美女。オフの日には審判を務める。セクシー口調。
テニ坊
声 - 伊東みやこ
- 性別：-

80年代製造の世界初マイコン審判ロボット。
アンナ
声 - ジョアンナ・ニューサム
- 性別：♀

30歳。イギリス出身。国際審判員資格所持の審判。正確で公平なジャッジが信条。

## テニスコート
カッコ内はサーフェイス。
北高テニスグラウンド（クレイ）
エレノア、ユウキ、チカが通う高校のグラウンド。名門校のテニスコート。
さくらが丘公園コート（ハード）
花見の名所で、シーズン中は桜が満開になる運動公園のテニスコート。市民の憩いの場でもある。
アルプス高原コート（グラス）
避暑地の高原にあるテニスコート。学生たちの夏合宿の名所になっている。
アロハビーチテニスコート（クレイ）
南国風の砂浜にあるテニスコート。椰子の木と波の音がムードを盛り上げる。
なかがわ河川敷コート（クレイ）
河川敷にある昼間専用のテニスコート。夕陽が沈む風景がドラマチック。頻繁に電車が通る。
ワイルドグリーンテニスコート（グラス）
ジャングルにあるテニスコート。時には動物たちが出没する。
みやびの森庭球場（クレイ）
大正時代に出来たテニスコート。紅葉と滝のコントラストはプレイヤーを魅了する癒し系。
オリンピア神殿コート（グラス）
パルテノン神殿を髣髴とさせる古代系テニスコート。1年先まで予約が一杯の人気を誇る。
ウエスタンバレーテニスコート（クレイ）
ウエスタンカーニバル風のテニスコート。町長選や保安官選の舞台にもなっている。
グランドパレス室内コート（ハード）
北欧の宮殿に作られた室内テニスコート。ピカピカのワックスがけした床は鏡面仕上げだという。
クイーンズテニスガーデン（グラス）
プレイヤーなら誰でも憧れるテニスの聖地。大勢の選手たちが戦った伝説の舞台。